# Мёртвый покров

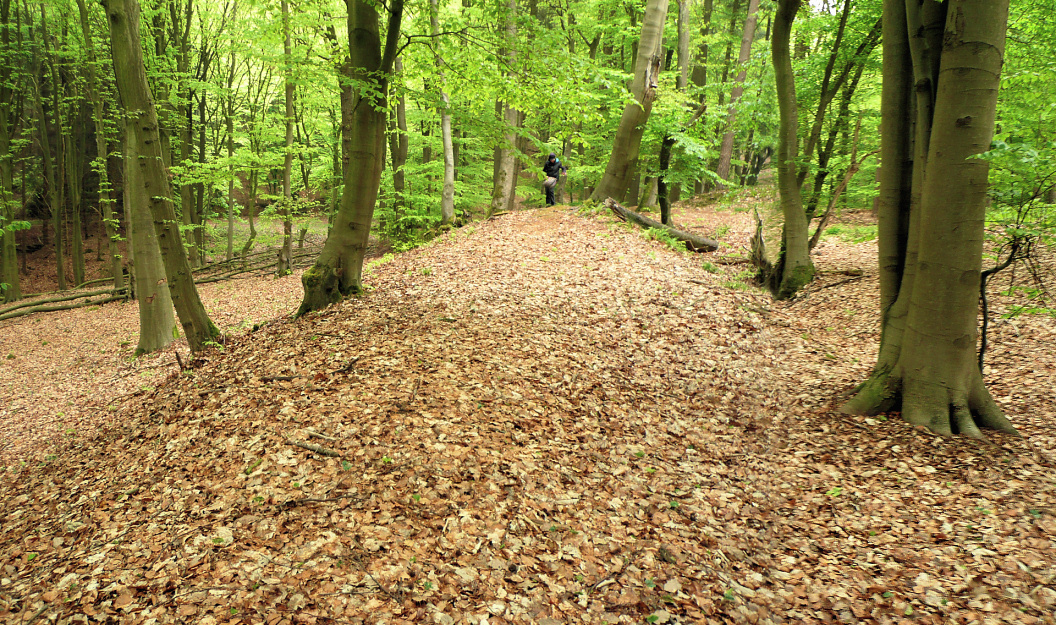
Мёртвый покров в лесу

Мёртвый покров (также мёртвый напочвенный/поземный покров) — сравнительно тонкий (от миллиметров до 30 сантиметров) почвенный горизонт (слой) на поверхности почвы, состоящий из остатков отмерших растений, в фитоценозе составляет самый нижний ярус напочвенного покрова.
Название образовано как противопоставление «живому» покрову (мхам и лишайникам). П. Д. Ярошенко считал название неудачным, так как этот слой не безжизненный, в нём живут черви и насекомые.
Мёртвый покров образуется как в лесу («лесная подстилка»), так и в степях («войлок») и на лугах.
Запасы мёртвого покрова измеряются в тоннах на гектар, наибольших значений — от 40 до 80 тонн на гектар — запасы достигают в еловой тайге. В дубовых лесостепных лесах запасы составляют от 8 до 15 тонн на гектар.